# Rhabdophyllum welwitschii
Rhabdophyllum welwitschii là một loài thực vật có hoa trong họ Ochnaceae. Loài này được Tiegh. miêu tả khoa học đầu tiên năm 1902.